# August Weger

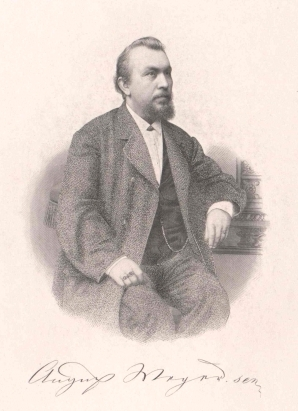
August Weger, Selbstbildnis

August Weger (geboren am 28. Juli 1823 in Nürnberg; gestorben am 27. Mai 1892 in Leipzig) war ein deutscher Grafiker, Stahlstecher und Drucker.

## Leben
Weger gründete 1840 in Leipzig eine graphische Anstalt. Er ist bekannt für seine Bildnisse berühmter Personen, wie Robert Blum, Jenny Bürde-Ney, Matthias Claudius, Emil Devrient, Ludwig Feuerbach, Friedrich Gerstäcker, Franz Liszt, Emil Scaria, Anna Schimon-Regan, Robert und Clara Schumann, Henriette Sontag, Carl Christian Ullmann oder Minna Wagner. Er betrieb mit dem Stahl- und Kupferstecher Theodor Weger jun. (1838–1892) ein Atelier in Leipzig, wo sie auch gemeinsam als Drucker fungierten. Weger gab zwei Alben mit Porträts im Stahlstich heraus, die nach Fotografien angefertigt wurden: das Fürsten-Album und das Künstler-Album (1867–1873). Auch an dem Band Der Deutsch-Französische Krieg 1870–1871, Porträt-Teil zum Generalstabswerk war er mit mehreren Stahlstichen beteiligt.
Als weitere besondere und offensichtlich oft genutzte Möglichkeit, sich auch im privaten Haushalt an seine Vorfahren zu erinnern, bot das auch unter Artistisches Institut August Weger firmierende Unternehmen von August Weger an, von einer beliebigen eingesendeten Fotografie oder Daguerreotypie entweder einen Stahlstich zu fertigen oder aber ein lebensgroße[s] Portrait[s] in schwarzer Kreide unter Garantie der getreuesten Aehnlichkeit anzufertigen.